# Teuva
Teuva este o comună din Finlanda.